# FedEx

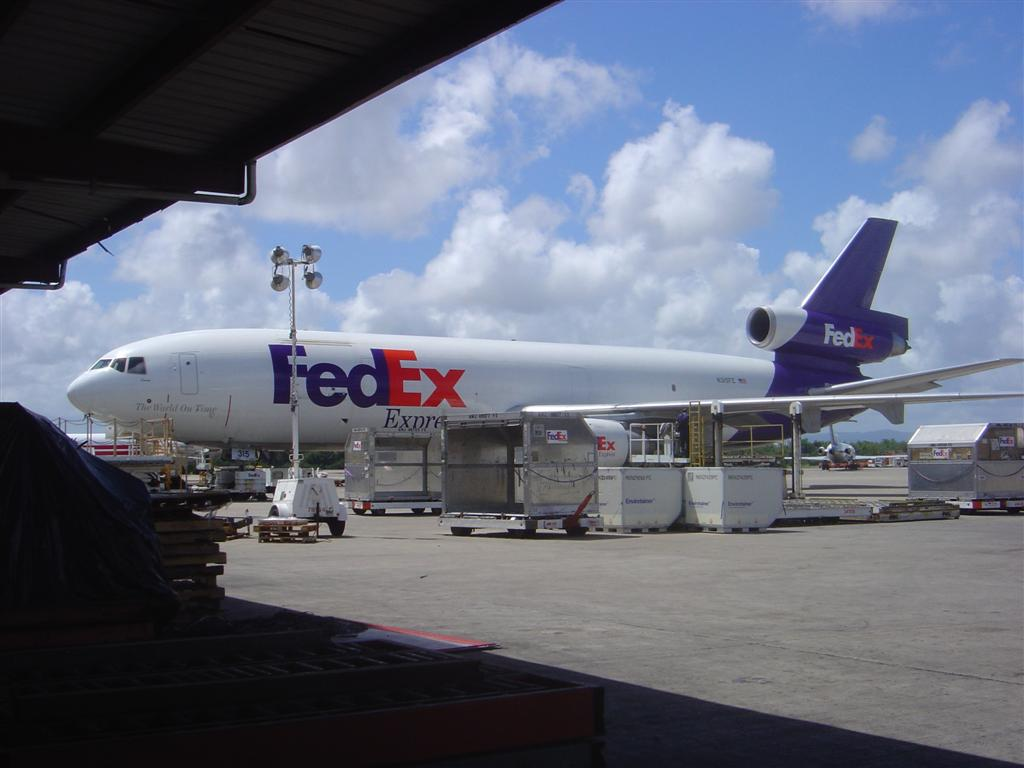
DC-10 de FedEx en el aeropuerto de Puerto Rico.

FedEx Corporation (NYSE: FDX,) es una compañía de logística de origen estadounidense, que tiene cobertura a nivel internacional. Fue fundada bajo el nombre Federal Express en 1971 por Frederick W. Smith en Little Rock (Arkansas). En 1973 se trasladó a Memphis (Tennessee).
La compañía opera fundamentalmente en la mayoría de las ciudades de Estados Unidos a través de su centro de conexión (hub) en el Aeropuerto Internacional de Memphis. El segundo centro se encuentra en Aeropuerto Internacional de Indianápolis, y tiene otros centros regionales en Columbus (Ohio); Newark (Nueva Jersey); Oakland (California); Anchorage (Alaska); Fort Worth Alliance Airport en Fort Worth  (Texas); Los Ángeles; Miami (Florida); Baton Rouge y Greensboro (Carolina del Norte).
El centro de conexión de Canadá opera desde Toronto Pearson International Airport. En 2008 se abriría el nuevo super-centro de conexión de Asia en Aeropuerto Internacional Guangzhou Baiyun en el Sur de China, que dicen, reemplazará a Filipinas. Otros centros se encuentran en Kansai, Shanghái Pudong y Singapur Changi.

## Historia
La compañía se fundó bajo el nombre de Federal Express en 1971 por Fred Smith en Little Rock, Arkansas. Se acabó fundando en 1973 debido a algunos problemas con las autoridades aeroportuarias que no permitían la actividad de la compañía aérea. El nombre fue elegido como símbolo del mercado nacional de Estados Unidos, y tenía como objetivo obtener la mayor parte de los contratos gubernamentales. La compañía comenzó sus operaciones el 17 de abril de 1973, con una red inicial de 14 Dassault Falcon 20s que conectaban 25 ciudades de EE. UU. FedEx fue la primera línea aérea de carga que empleó solo aviones jet para sus servicios, extendiendo la desregulación de las compañías aéreas de carga del sector.
En 2005, FedEx Express empezó un periodo expansivo desde su centro de conexión de Indianápolis, que sería completado en 2010 para convertirse en uno de los más grandes de FedEx Express.

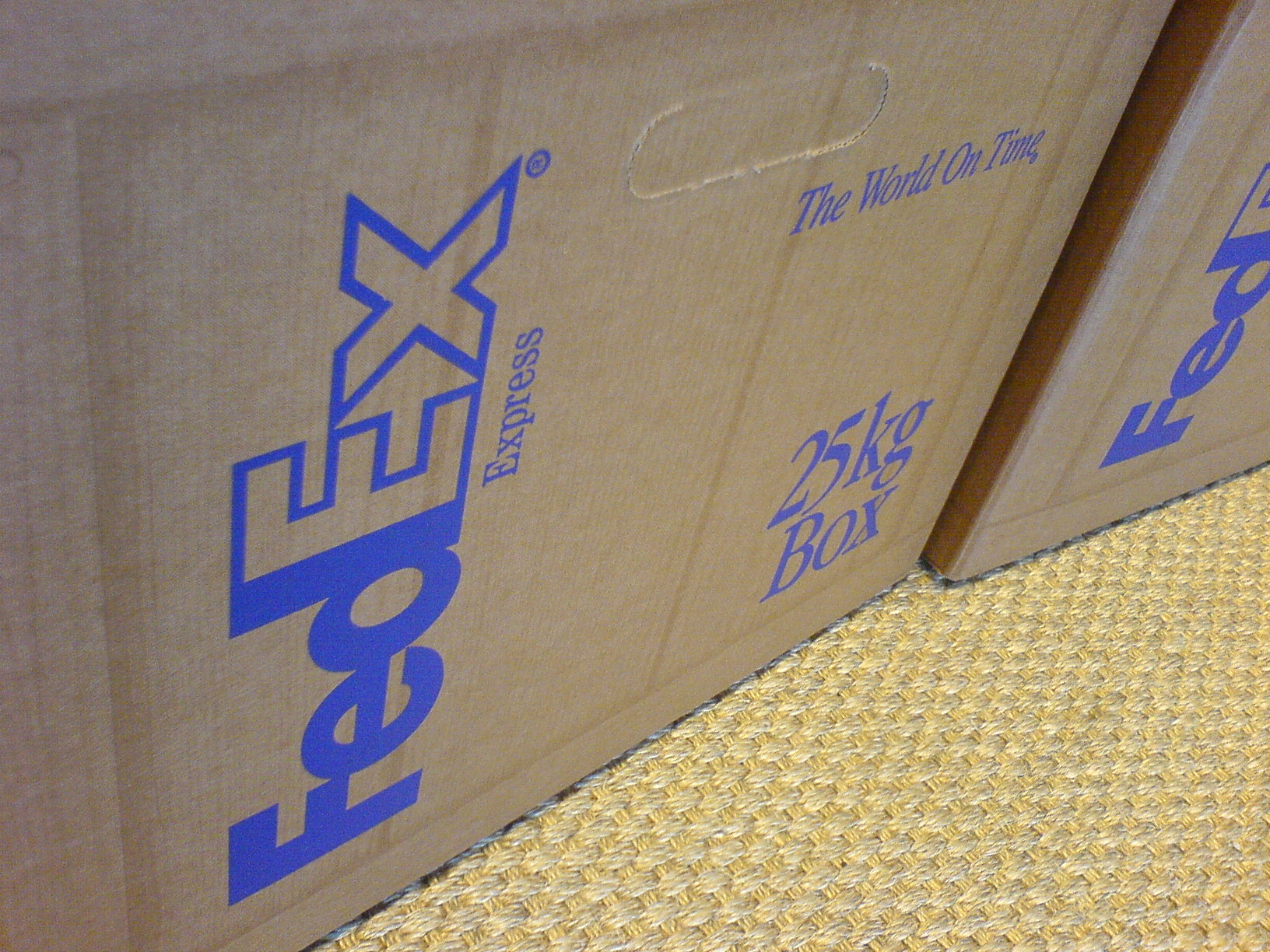
El logotipo de la Federal Express tal y como lo describió y diseñó Richard Runyan en 1973

En agosto de 1989 la compañía adquirió Flying Tigers, una aerolínea de transporte internacional, heredando de esta forma los contratos de transporte de las fuerzas aéreas de EE. UU., pudiendo transportar pasajeros entre los continentes y EE. UU. hasta octubre de 1992. En enero de 1998 Federal Express adquirió la empresa Caliber System, Inc, que era propietaria de Roadway Package System, Roberts Express, Viking Freight, y Caliber Logistics. Las compañías se combinaron y pasaron a denominarse FDX Corp. El nombre "FedEx", la denominación abreviada de Federal Express, era popular muchos años antes de que la compañía aceptara este nombre como oficial en 1994. La nueva identidad fue revelada al mundo el 24 de junio de 1994. El nombre de "Federal Express" fue eliminado completamente en 2000, cuando FDX Corporation cambió su nombre a FedEx Corporation adoptando el eslogan de "The World On Time". En 2000, FedEx y la compañía USPS firmaron un contrato de siete años para transportar todos los correos de alta prioridad a través del sistema de FedEx. El contrato postal se extendió hasta el año 2012 y de esta forma USPS continúa siendo uno de los mayores clientes de FedEx.
En 2001 FedEx adquirió la compañía American Freightways, una compañía de carga de contenedores ('less-than-truckload' - LTL ), y combinada con la empresa 'Viking Freight' se creó 'FedEx Freight'. En febrero de 2004 FedEx compró Kinko's, una cadena que provee servicios de copia y reprografía ubicada en Dallas por la cantidad de $2400 millones (muy asociada a UPS adquiriendo además la compañía Mailboxes Etc). En mayo de 2006 FedEx adquirió los activos de Watkins Motor Lines, un líder en el transporte de LTL por una cantidad de 780 millones de dólares. La compra permitió a FedEx proporcionar más opciones en sus transportes de grandes pesos. La compañía fue renombrada como FedEx National LTL, y es parte del segmento de Fedex Freight.
En 2011 adquirió a la mexicana MultiPack, empresa de paquetería perteneciente al grupo ADO (hoy Mobility ADO), compra con la que aumentó su cobertura en dicho país.

## Accidentes e incidentes
Vuelo 705 de FedEx Express
El 7 de abril de 1994, el Vuelo 705 de FedEx, un avión McDonnell Douglas DC-10-30 de carga desde Memphis, Tennessee a San José, California (ambos en Estados Unidos), sufrió un intento de secuestro con el fin de estrellar el avión contra el suelo. Auburn Calloway, un empleado de FedEx que se enfrentaba a un posible despido por mentir acerca de una experiencia previa de vuelo, embarcó en el vuelo programado como pasajero con un estuche de guitarra donde llevaba varios martillos y un arpón. Tenía la intención de desactivar la grabadora de voces de cabina del avión antes del despegue y, una vez en el aire, matar a la tripulación utilizando la fuerza bruta de los martillos para que sus lesiones se pareciesen en la medida de lo posible a los de un accidente en lugar de a un secuestro, el avión aterrizo a salvo en un aeropuerto cercano.
Vuelo 14 de FedEx Express
El vuelo 14 de FedEx Express fue un vuelo regular de carga desde Singapur a Newark, Nueva Jersey, vía Malasia, Taiwán, y Alaska. El 31 de julio de 1997, el avión que operaba está ruta se estrelló durante el aterrizaje en su etapa final al aeropuerto internacional de Newark (EWR), comenzando a arder y dándose la vuelta, hiriendo a los cinco ocupantes.
Vuelo 630 de FedEx Express
Un vuelo de carga programado desde el Aeropuerto Internacional de Seattle-Tacoma al Aeropuerto Internacional de Memphis, Memphis, Tennessee. El 28 de julio de 2006, el TÚPOLEV-154 que operaba el vuelo se estrelló al aterrizar debido a una falla en el tren de aterrizaje principal izquierdo, que colapsó siete segundos después de tomar tierra, lo que provocó que la aeronave se saliera de la pista sin control. El avión finalmente se detuvo cerca de la calle de rodaje M4 y comenzó a arder. El fuego consumió el ala y el motor. Durante el accidente y la evacuación resultaron heridos los dos miembros de la tripulación y el único pasajero a bordo.
Vuelo 80 de FedEx Express
El Vuelo 80 de FedEx Express era un vuelo de carga efectuado por un jet carguero de FedEx Express, un McDonnell Douglas MD-11, el 23 de marzo de 2009 entre el Aeropuerto Internacional de Cantón de la ciudad de Cantón en China y el Aeropuerto Internacional de Narita, en Tokio, Japón, que durante su aterrizaje, se estrelló y se incendió.

## Flota
La flota de FedEx se compone de las siguientes aeronaves (a marzo de 2025):
| Airbus A300-600F | 65  | —  |                    |  |  |  |
| ATR 42-300F      | 15  | —  | Mayor Usuario      |  |  |  |
| ATR 72-200F      | 19  | —  |                    |  |  |  |
| Boeing 757-200F  | 87  | —  |                    |  |  |  |
| Boeing 767-300F  | 143 | 14 |                    |  |  |  |
| Boeing 777-F     | 58  | 7  |                    |  |  |  |
| MD-11            | 25  | —  | Equipados con RAAS |  |  |  |
| Total            | 412 | 21 |                    |  |  |  |

La flota de la Aerolínea posee a junio de 2020 una edad promedio de: 20.7 años.